# Лядин, Николай Михайлович
Николай Михайлович Лядин (род. 18 февраля 1952 года в селе Коржевка, Никольского района, Пензенской области, РСФСР) — российский политический деятель, глава городского округа Сызрань (2013—2021), почётный гражданин города.

## Биография
По национальности коряк. Окончил «Куйбышевский нефтетехнологический техникум», в 1980 году «Куйбышевский политехнический институт» по специальности «инженер-химик» — по распределению направлен в «Куйбышевский нефтеперерабатывающий завод», в заводском парткоме которого был членом КПСС, работал оператором, начальником цеха, заместителем директора завода;
В 1990—1992 годах первый заместитель председателя Куйбышевского райисполкома, заместитель Главы администрации Куйбышевского района Самары;
В 1992—2013 годах заместитель главного инженера, главный инженер, технический директор, генеральный директор «Сызранского НПЗ» → входящего в нефтяную компанию «ЮКОС» и далее «Роснефть»;
В 2008—2013 годах депутат городской думы городского округа Сызрань 5 и 6 созыва, в которой являлся Заместителем председателя комитета по бюджету, членом комитета по городской инфраструктуре и жилищно-коммунальному хозяйству, членом фракции Единая Россия → (досрочно сложил полномочия депутата и председателя Городской Думы в связи с избранием Главой городской Администрации);
C 24 сентября → 14 ноября 2013 года Председатель городской думы городского округа Сызрань;
С 2013 года секретарь местного отделения партии Единая Россия в городском округе Сызрань;
3 июля 2017 года конкурсной комиссией под председательством губернатора Н. И. Меркушкина избран Главой городского округа Сызрань сроком на 5 лет.
На посту Главы города Сызрань, разрешил передачу тепловых сетей муниципального унитарного предприятия «Жилищно-эксплуатационная служба» (МУП ЖЭС) в аренду частной ООО «Энергетик», куда было переведено всё имущество и работники МУПа. В 2018 году по заявлению кредитора «Т Плюс», в отношении МУП «ЖЭС», арбитражный суд ввёл внешнее управление.
В апреле 2019 года Лядин оказался под прицелом критики из-за того, что во время пасхального богослужения вместе с чиновниками и депутатами в храме отгородился от остальных прихожан ширмой. Закрытые от взглядов простых верующих, VIP-персоны стояли в месте, где обычно проходит исповедь.
17 августа 2021 года на Выборах в Самарскую губернскую думу досрочно ушел в отставку. Избран депутатом Самарской губернской думы седьмого созыва по партийному списку партии Единая Россия. Председатель Комитета по строительству, транспорту и автомобильным дорогам.

## Супружеская измена, угрозы и коррупция
27 мая 2019 года супруга Людмила Лядина обратилась в горком КПРФ, где рассказала об угрозах и коррупционных взятках мужа, его супружеских изменах со своим заместителем по социальным вопросам Ириной Пыжовой, с которой он работал на заводе. Со слов супруги, глава города Николай Лядин называл Сызрань «дырой», он приобрёл квартиру в Санкт-Петербурге. Женщина рассказала о бездействии прокуратуры, что муж не даёт ей развод и раздел совместно нажитого имущества, угрожая физической расправой.
Женщина рассказала, что муж заставлял её носить по ночам деньги в мешках и отдавать их неким людям в засекреченных местах. Также жена рассказывала, что несколько раз, когда её супруга пытались арестовать, его «прятала» в инфекционной больнице на долгие месяцы глава горздрава Ирина Гаранина. По результату проверки, супруга отказалась прибыть в СКР и написать заявление.